# Cocconotus insularis
Cocconotus insularis är en insektsart som först beskrevs av Bruner, L. 1906.  Cocconotus insularis ingår i släktet Cocconotus och familjen vårtbitare. Inga underarter finns listade i Catalogue of Life.